# Jiří Walter
Jiří „Big Boss” Walter (ur. 1952 w Brnie) – czeski perkusista, wokalista, autor tekstów i tłumacz. Walter działalność artystyczną rozpoczął pod koniec lat 80. XX w. w blackmetalowym zespole Root, którego był współzałożycielem. Od 1994 roku prowadzi także działalność solową. Od 2002 roku występuje w progmetalowej formacji Equirhodont. Big Boss współpracował ponadto z takimi zespołami jak: Behemoth, Helheim, Moonspell i Pandemia.
Wśród głównych inspiracji Walter wymienił takich wykonawców i grupy muzyczne jak: The Beatles, The Beach Boys, Chris Farlowe, David Bowie, Jimi Hendrix, Jeff Lynne, Electric Light Orchestra oraz Vanilla Fudge. Pod koniec lat 70. XX w. Jiří Walter zainteresował się satanizmem laveyańskim. W roku 1991 utworzył czeską gałąź Kościoła Szatana. Jako tłumacz opracował m.in. czeskojęzyczne wersje takich książek jak: Antychryst – Fryderyka Nietzschego, Necronomicon – H.P. Lovecrafta i Biblia Szatana – Antona Szandora LaVeya.

## Dyskografia
Root
- Zjevení (1990, Zeras)
- Hell Symphony (1991, Zeras)
- The Temple in the Underworld (1992, Monitor)
- Kärgeräs (1996, Black Hole)
- The Book (1999, Redblack)
- Black Seal (2001, Redblack)
- Madness of the Graves (2003, Redblack)
- Casilda (EP, 2006, Shindy Productions)
- Daemon Viam Invenient (2007, Shindy Productions)
- Heritage of Satan (2011, Agonia Records)

Inne
- Big Boss - Q7 (1994, Skvrna)
- Big Boss - Belial's Wind (1998, Leviathan Records)
- Equirhodont - Equirhodont Grandiose Magus (2003, Shindy Productions)
- Equirhodont - Black Crystal (2004, Shindy Productions)
- Helheim - The Journeys and the Experiences of Death (2006, Dark Essence, gościnnie)[7]
- Moonspell - Memorial (2006, SPV GmbH, gościnne)[8]
- Big Boss - Doomy Ballads (2008, Shindy Productions)
- Behemoth - Ezkaton (2008, Metal Blade, gościnnie)[9]
- Pandemia - Feet of Anger (2009, War Anthem, gościnnie)[10]